# Phygadeuon meridionator
Phygadeuon meridionator là một loài tò vò trong họ Ichneumonidae.